# Tatinná
Tatinná je malá vesnice, část obce Bitozeves v okrese Louny. Nachází se asi 2,5 kilometru severozápadně od Bitozevsi. V roce 2011 zde trvale žilo 27 obyvatel.
Tatinná je také název katastrálního území o rozloze 4,15 km².

## Název
Název vesnice je odvozen z obecného jména táta. V historických pramenech se jméno objevuje ve tvarech: Tatinna (1378), „in villa Tatynem“ (1386, 1388), de Tatyneho (1388), de Tatyne (1391), in Tatinnem (1396), de Tatynny (1406), de Tatynneho (1408), in Tatyny (1422), v Tatinném (1478), na Tatiném (1521), na Tatinném (1615) a Tatina (1631 a 1846).

## Historie
První písemná zmínka o Tatinné pochází z roku 1378, kdy vesnici vlastnil vladyka Přech z Tatinné, po kterém následovali Jetřich z Tatinné († 1385) a Ješek Bradáč († 1387). Panským sídlem ve vsi byla tvrz, poprvé připomínaná roku 1396 v držení Markéty, vdovy po Ješku Bradáčovi. Podle Augusta Sedláčka byla Markéta vdovou po Ješku Buchovi ze Světce a ve vsi měla jen poplužní dvůr. Téhož roku prodal Petr z Radhoště jeden dvůr v Tatinné Ješkovi z Truzenic.
Nejspíše roku 1404 vesnici získal Zdeněk Kostelec. Zemřel před rokem 1408 a za jeho nezletilé děti statek spravoval ještě roku 1418 Zdeňkův tchán Pešík Šatka z Hořetic. Zdeňkův syn Jan Kostelec je jako majitel Tatinné, Hořetic a Nehasic uveden v roce 1422. Zemřel před rokem 1434 a majetek po něm zdědil Smil z Kostelce, který se oženil s Rejnou († před rokem 1437), vdovou po Janu Kostelcovi. V letech 1441–1444 vesnici držel Jakoubek z Kola.
Bratři Jindřich a Bedřich ze Stroupče prodali roku 1477 Tatinnou s tvrzí a dvorem Janu Bubnovi ze Všebořic. Ten si ji ponechal jen do dalšího roku, kdy ji přenechal Tomáši Bémovi z Konobrže za 1 300 kop českých grošů. Tomáš Bém přikoupil Nehasice a obě vsi odkázal Zikmundu z Nemyčevsi, od kterého ji roku 1510 koupila Kateřina Touchovská z Hradiště, provdaná za Petra Beřkovského ze Šebířova. Jeho nejstarším synem byl nejspíše Zikmund, který Tatinnou spravoval roku 1521, ale před rokem 1529 vesnici získal Jindřich Beřkovský.
Jindřich Tatinou roku 1533 prodal Mikuláši Hruškovi z Března za 1 600 kop českých grošů. Mikuláš zemřel okolo roku 1550, nebo přímo toho roku, kdy ho měl zabít vlastní bratr Jakubem Hruškou na Bitozevsi. Za nezletilé Mikulášovy děti statek spravoval jeho bratr Václav Hruška a po něm čtvrtý bratr Jakub Hruška. Když Mikulášův syn Hynek Hruška dospěl, prodal v roce 1555 Tatinnou Karlu Hruškovi z Března, který byl synem Jakuba Hrušky. Karlovi poté Tatinná patřila od roku 1574 do jeho smrti v roce 1602.
Posledním příslušníkem Hrušků z Března v Tatinné se stal Karlův nejmladší syn Vilém, kterému byla vesnice s pustou tvrzí a statkem Tvršice zkonfiskována za účast na stavovském povstání v letech 1618–1620. Zabavený majetek roku 1623 koupila Markéta Popelová z Lobkovic, rozená z Molartu, která jej společně s druhým manželem, svobodným pánem Seifrydem Kryštofem Breunerem prodala hraběti Adamovi z Herbersdorfu. Nový majitel vesnici připojil k panství toužetínského zámku, se kterým byla roku 1630 převedena k Postoloprtům. Poté krátkou dobu patřila k Bitozevsi a od roku 1671 k Postoloprtům.
Vesnice i tvrz zanikly během třicetileté války. Vesnici nechali ve druhé polovině sedmnáctého století znovu osídlit Sinzendorfové, kteří pozůstatky tvrze přestavěli na sýpku využívanou státním statkem ještě ve druhé polovině dvacátého století.

## Obyvatelstvo
|           | 1869 | 1880 | 1890 | 1900 | 1910 | 1921 | 1930 | 1950 | 1961 | 1970 | 1980 | 1991 | 2001 | 2011 |
| --------- | ---- | ---- | ---- | ---- | ---- | ---- | ---- | ---- | ---- | ---- | ---- | ---- | ---- | ---- |
| Obyvatelé | 239  | 279  | 238  | 260  | 281  | 292  | 274  | 118  | 85   | 75   | 38   | 18   | 20   | 27   |
| Domy      | 37   | 37   | 38   | 50   | 52   | 56   | 56   | 55   | 26   | 23   | 16   | 21   | 27   | 28   |

## Pamětihodnosti
- Čtvercová kaple se dřevěnou zvoničkou pochází z roku 1862. Bývala v ní umístěna socha Panny Marie Bolestné.[9]
- Na stráních nad řekou Chomutovkou rostou vzácné druhy slanomilných rostlin.[10]

## Galerie

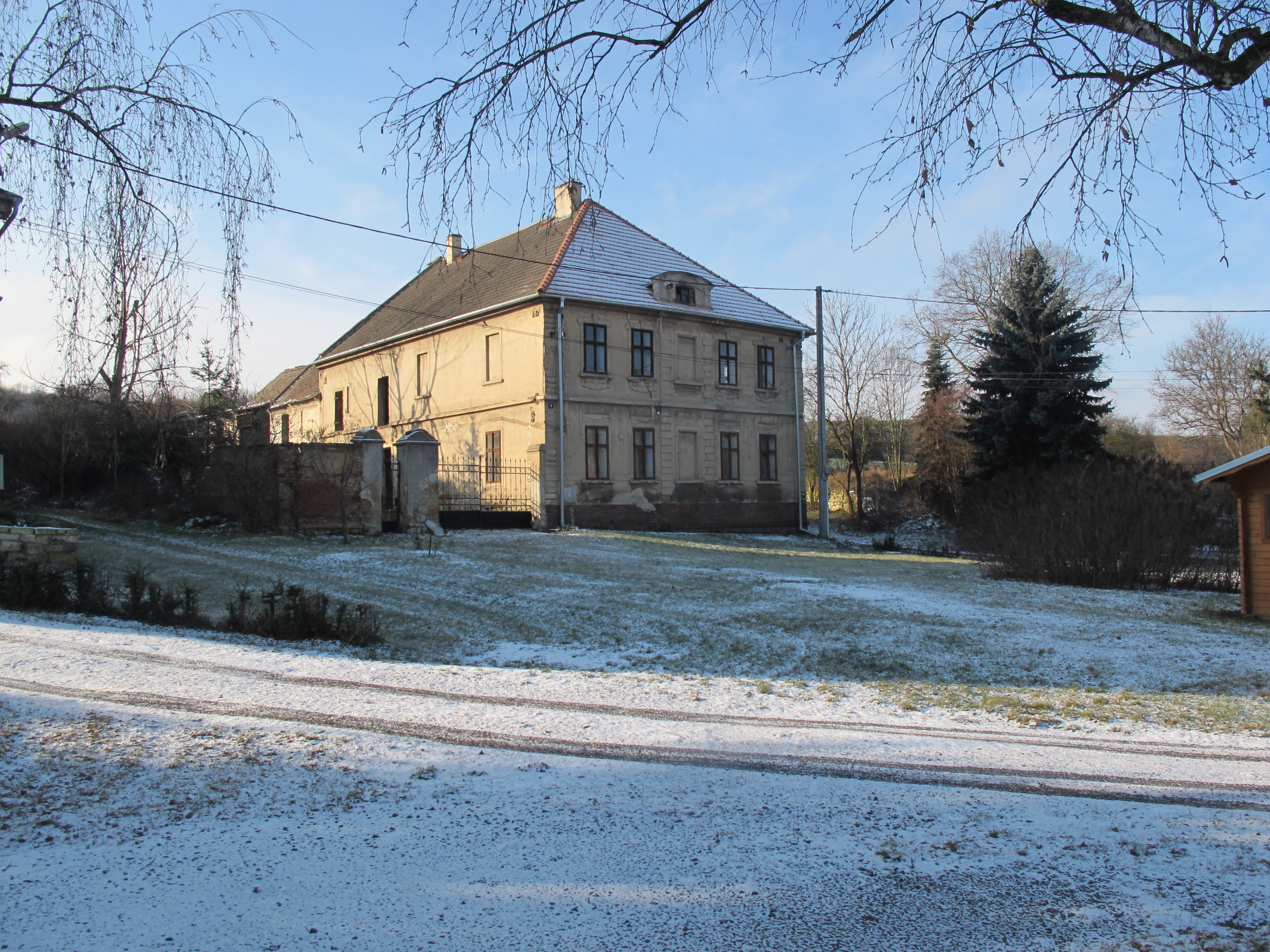
Bývalá škola
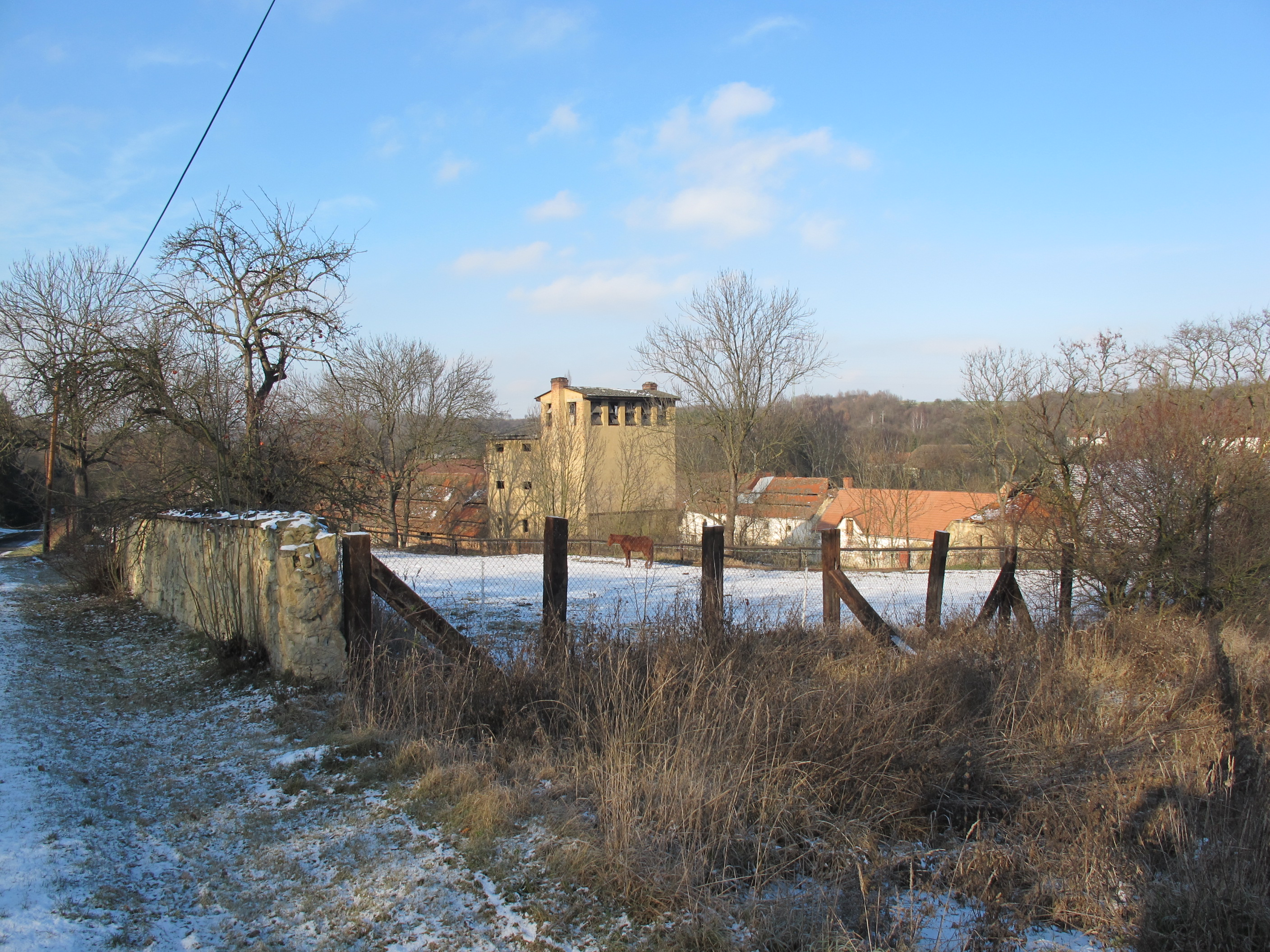
Sušárna chmele
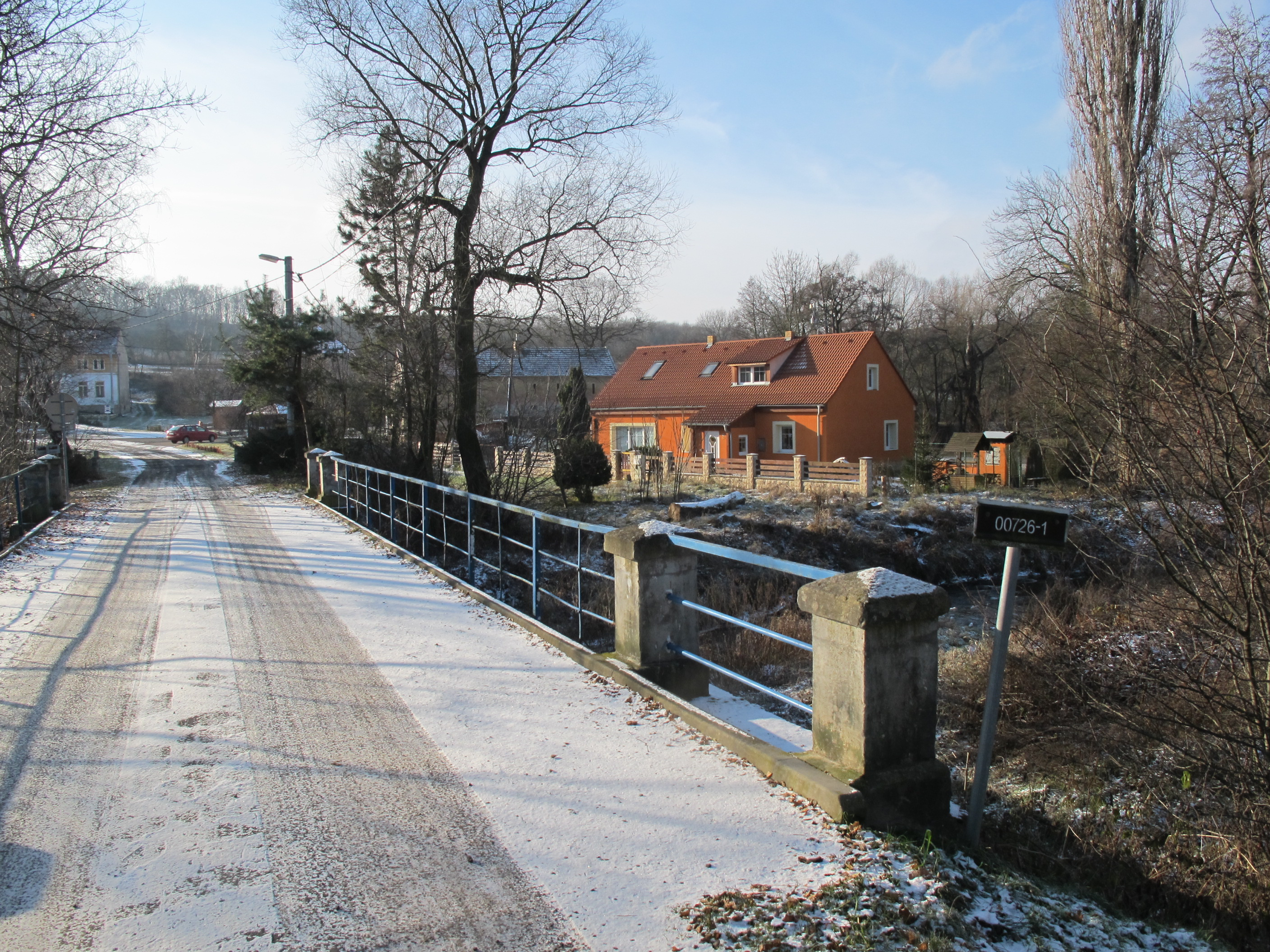
Most přes Chomutovku